# Palacio de Najas
El Palacio de Najas es el nombre del complejo que sirve de sede de la Cancillería de la República del Ecuador. Su parte más antigua es un palacete de estilo ecléctico, pero cuyas características predominantes lo ubican en el Bellas Artes francés. Su denominación responde al apellido de la familia de Constantino Najas, quien mandó a construir el palacete original en los primeros años de la década de 1920. Está ubicado en el flanco occidental de la parroquia de La Mariscal, en el centro norte de la ciudad de Quito.

## Historia
A inicios del siglo XX, las clases económicamente dominantes de Quito se desplazaron desde el Centro Histórico hacia la zona norte; siendo el barrio Mariscal Sucre, denominado así desde 1922 en conmemoración al Centenario de la Batalla de Pichincha, el que se convirtió en el principal foco de atracción de este exclusivo y pudiente sector social. Las villas o chalés al estilo francés, inglés o italiano marcaron el estilo arquitectónico de La Mariscal, producidas en general por ingenieros y arquitectos nacionales y extranjeros La zona se caracterizó por ser ejemplo de modernidad al adoptar los distintos repertorios formales del eclecticismo e historicismo, así como rasgos del Bellas Artes francés, que se plasmaron en villas paladinas, castillos neomedievales, palacios neorenacentistas y neoclásicos; persiguiendo la meta de la ciudad jardín.

### Residencia Najas-Delavelle: la Villa Susana

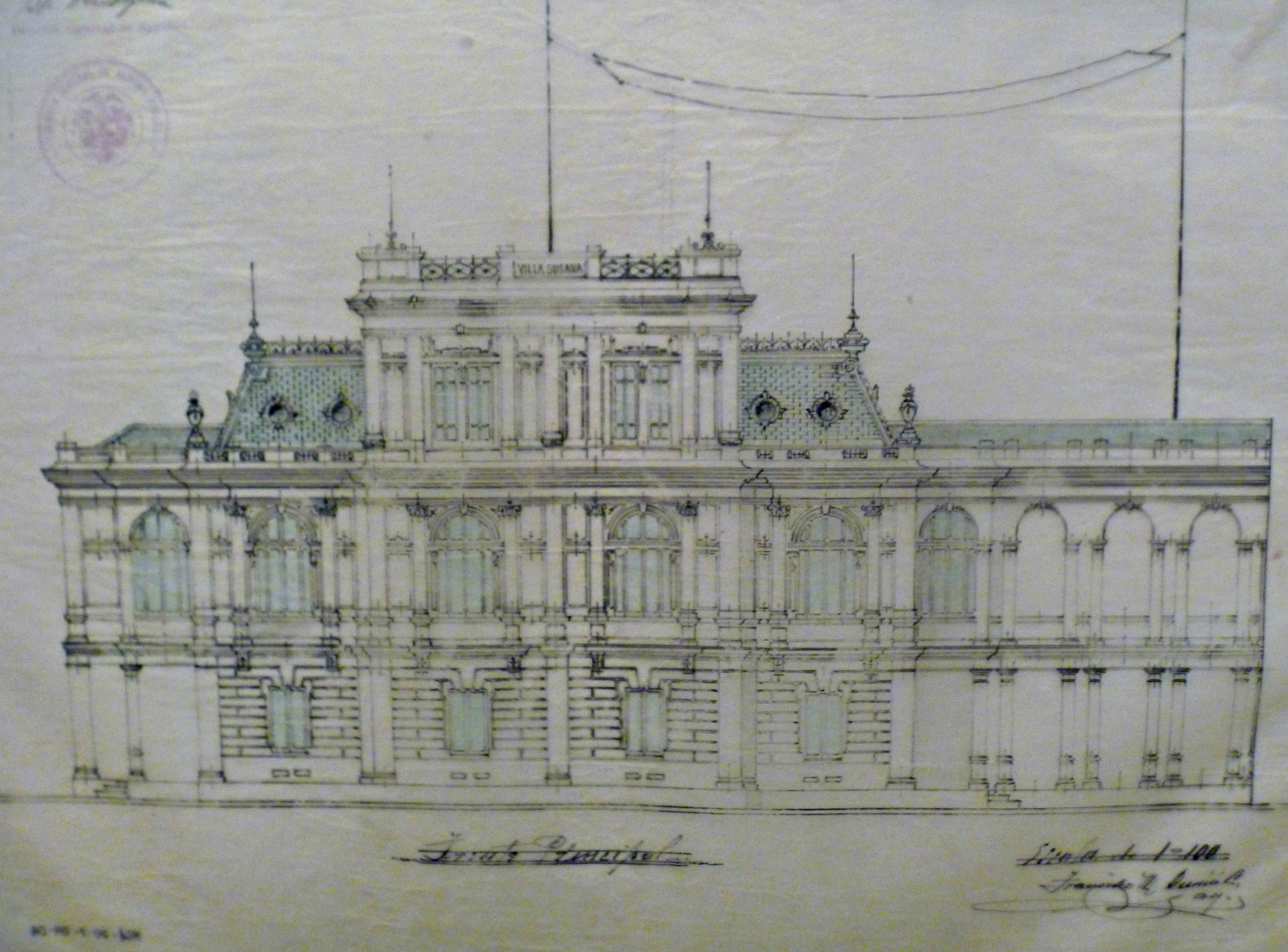
Dibujo del proyecto del Palacio de Najas (vista hacia la avenida 10 de agosto). Francisco Durini Cáceres (1923).

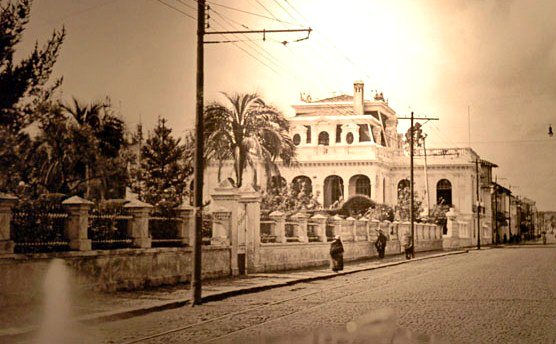
Fachada noroccidental y jardines del Palacio de Najas (1930).

La construcción inicial, que tiene lugar en el sector entonces denominado Llano Grande, fue encargada por un rico comerciante sirio de nombre Constantino Najas, casado con la dama francesa Susane Delavelle, quienes decidieron radicarse en la ciudad de Quito tras la primera gran oleada migratoria hacia América como consecuencia de la I Guerra Mundial, y donde el hábil empresario expandió sus negocios también al sector financiero. La obra fue diseñada y construida por el arquitecto Francisco Durini Cáceres, que para la década de 1920 era el más afamado de la ciudad y entre cuyas obras se encuentran el Monumento a los Héroes del 10 de agosto de 1809, en la Plaza Grande, el edificio del Banco Central en el Centro Histórico y varios palacetes para las más aristocráticas familias quiteñas, que habían decidido mudarse al mismo sector que los Najas. Varios bocetos de este diseño se encuentran actualmente en los archivos del Fondo Durini del Museo de la Ciudad, y en cuyas inscripciones se puede apreciar que el nombre que se ocupó para el proyecto fue el de "Villa Susana", en honor a la esposa de Constantino.
El diseño original del edificio presenta claros rasgos del Bellas Artes, como la mansarda en el tejado, la ornamentación de las fachadas, la simetría, un patio de honor Cour d'honneur en la entrada de los jardines (actualmente la entrada principal para el canciller y los diplomáticos extranjeros), y otros detalles de la escuela francesa del siglo XIX. 
La parte que se conserva del edificio original es muy similar en estilo al Palacio San Martín sede ceremonial de la Cancillería argentina en Buenos Aires. 
Coincide este edificio con el período de expansión que experimenta Quito hacia el norte de la ciudad colonial, época en la cual desempeñan un significativo papel arquitectos como Giacomo Radiconcini, Augusto Ridder, Emilio Peynol, Enrique Pasquel, el mismo Francisco Durini Cáceres, entre otros; que contribuyen, en un muy corto período, a recrear en forma definitiva el nuevo entorno de la capital ecuatoriana, que por primera vez ensayaba una línea arquitectónica diferente a la tradicional de corte colonial, que se había desarrollado con especial dedicatoria en iglesias y conventos, para dar paso así, a la nueva arquitectura civil palaciega.
Otro ejemplo de los nuevos estilos que adoptó la aristocracia quiteña de fines del siglo XIX y principios del XX es el cercano Palacio de La Circasiana o Palacio Jijón-Caamaño, que, en cambio, tiene un diseño más propio de una villa renacentista italiana o paladiana que del estilo afrancesado del Palacio de Najas. 
Sin embargo, es la señora Susane Delavelle, gran entusiasta del arte, quien embelleció el Palacio por dentro con su buen gusto en los acabados y en la selecta colección de obras de arte que decoraban las estancias y habitaciones, muchas de las cuales fueron adquiridas por el Gobierno del Ecuador  cuando compró el Palacio, y por lo tanto aún continúan allí. Fue ella quien también ordenó el diseño de los jardines, de la gran escalinatas de mármol para acceder al segundo piso y de las chimeneas ornamentales que subsisten hasta la actualidad. Convirtiendo a la Villa Susana en un verdadero Palacio, que comenzó a ser conocido desde aquella época con el nombre que ha llegado hasta nuestros días.

### Residencia presidencial
Existen también datos referenciales, que dan cuenta de que esta hermosa edificación fue arrendada por la Presidencia de la República y utilizada durante la segunda mitad de la década de 1930, como residencia de los presidentes Federico Páez, Alberto Enríquez Gallo y Manuel Borrero; época en la que sus ocupantes debieron incorporar en su interior algunas obras de arte provenientes, muy posiblemente, del Palacio de Carondelet. Los presidentes ecuatorianos no vivían en el Palacio de Gobierno porque desde el siglo XIX que su uso era solo administrativo. Estos mismos testimonios recogen información acerca de la única restauración efectuada en el Palacio por parte del Arquitecto Alfonso Calderón Moreno.

### El Palacio de Najas: sede del Ministerio de Relaciones Exteriores

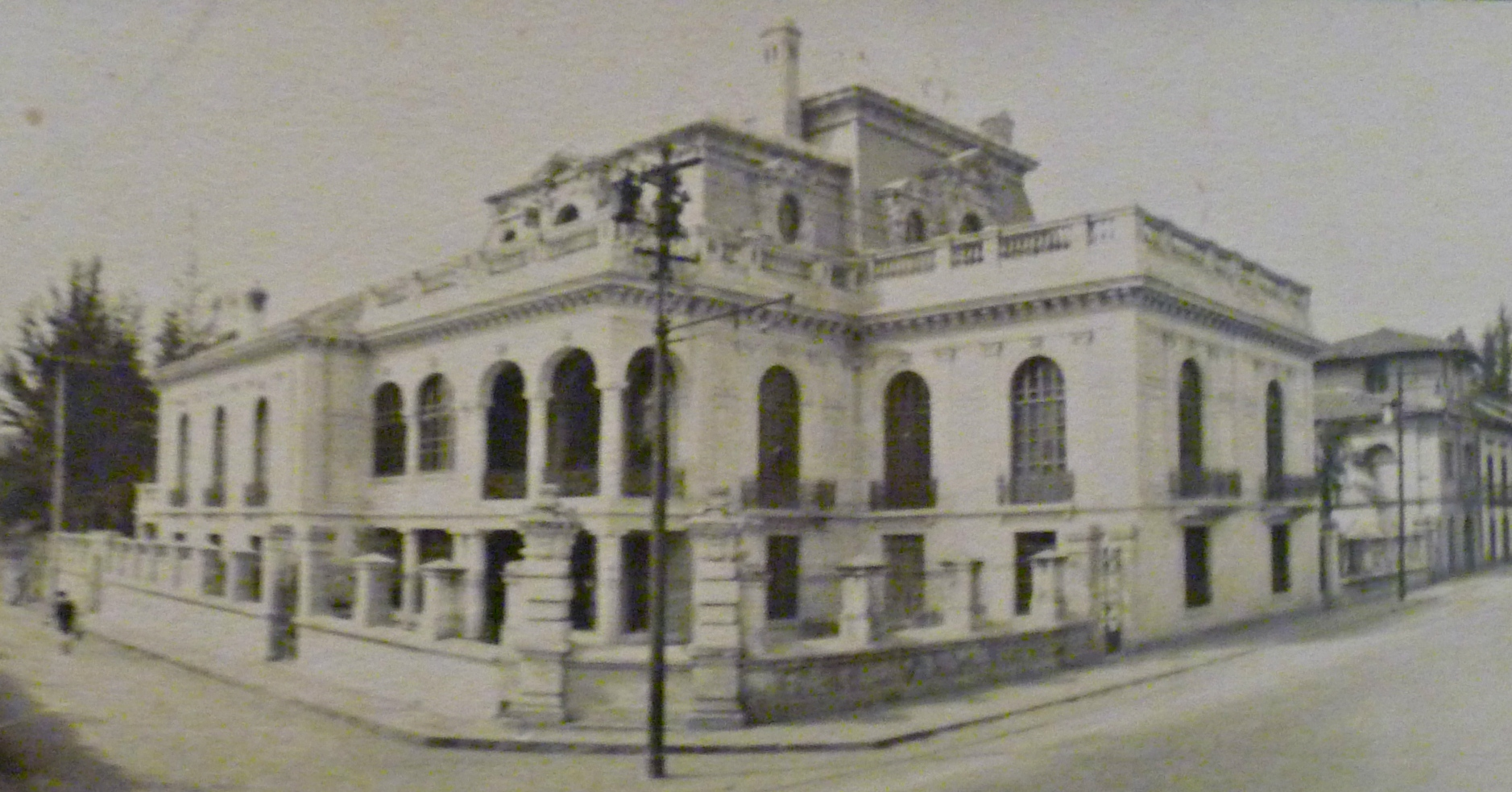
Vista de la esquina noroccidental del Palacio de Najas, alrededor de 1930.

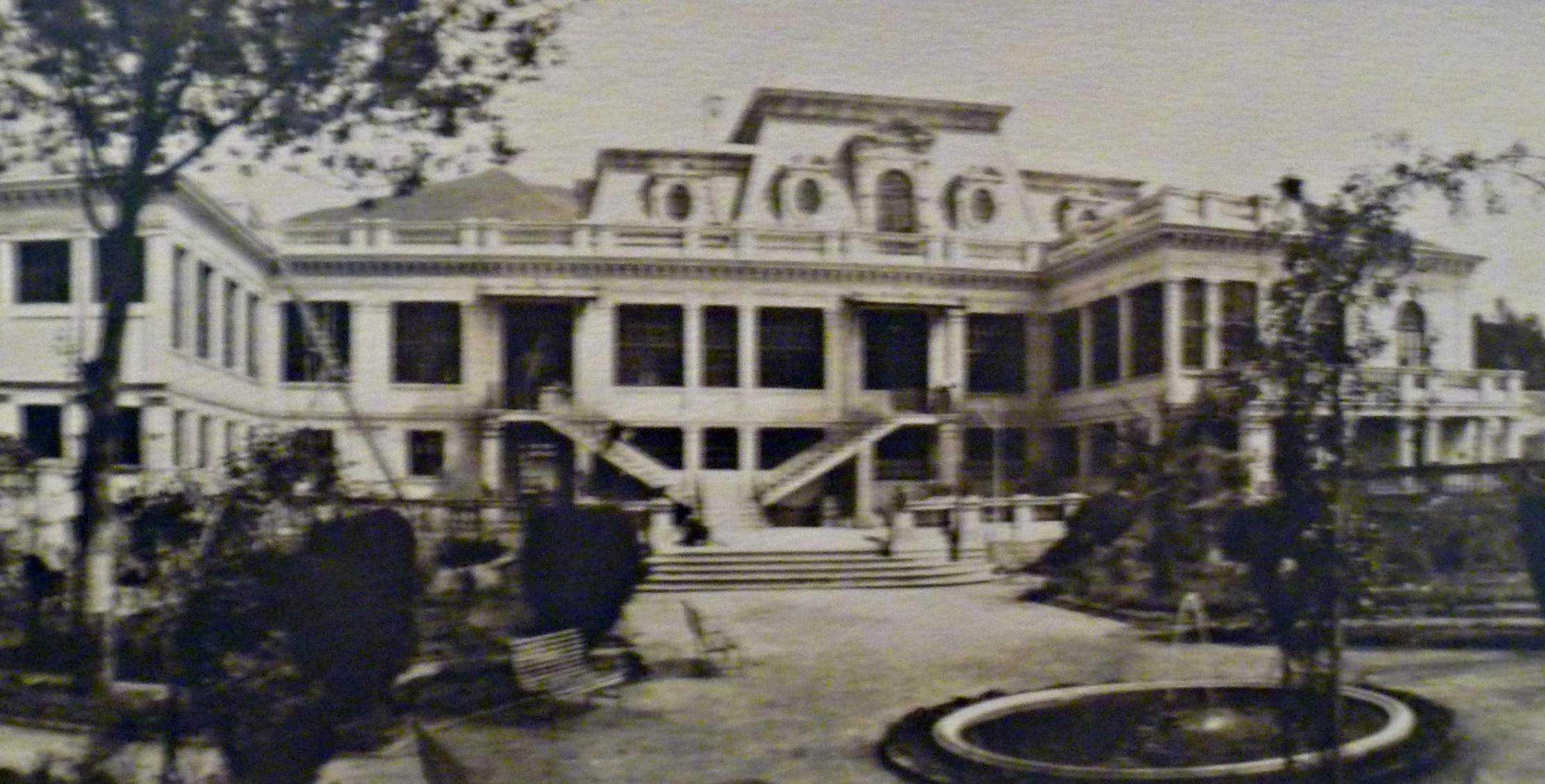
Vista del Palacio de Najas desde los jardines orientales, alrededor de 1940.

En el año 1943, el entonces Presidente de la República, don Carlos Alberto Arroyo del Río, autorizó al Canciller de la época, Francisco Guarderas y al ministro de Hacienda Alberto Wright Vallarino, para que, a nombre del Gobierno, adquiriesen el inmueble ubicado en la antigua avenida 18 de Septiembre (actual 10 de Agosto), en el sector de Llano Grande, de la parroquia urbana Sebastián de Benalcázar. Dicha compra se efectuó con el propósito de instalar allí el Ministerio de Relaciones Exteriores de Ecuador, que durante los años precedentes a 1943 había funcionado en diferentes casas del centro colonial de Quito, como por ejemplo una casa de tres plantas de la calle Chile, frente a las que fueran las instalaciones del diario El Comercio por aquella época, y donde había nacido Luis Felipe Borja.
Parte de la disposición ejecutiva dice textualmente que «es indispensable dotar al Ministerio de Relaciones Exteriores de un local que responda las necesidades de decoro nacional inherentes a ese servicio y que preste las comodidades requeridas para el correcto funcionamiento de sus dependencias», para más adelante fundamentar que «el pago del canon de arrendamiento del local que actualmente ocupa dicho Departamento demanda al Fisco un crecido desembolso…». Esto hace pensar que, con anterioridad a ese año, la Cancillería ecuatoriana careció de un sitio propio para albergar a no más de 20 funcionarios que conformaban la plana del servicio exterior ecuatoriano en esos tiempos de la República.
Mediante escritura pública, extendida el 6 de noviembre de 1943 ante el escribano Daniel Belisario Hidalgo, el señor Josep Constantino Najas enajena la propiedad a favor del Estado ecuatoriano por la suma de ochocientos mil sucres «incluyendo los usos, costumbres y servidumbres» y transfiriendo «las construcciones, instalaciones y jardines, las lámparas de ornamentación del parque, garages y más construcciones…».

## Características arquitectónicas

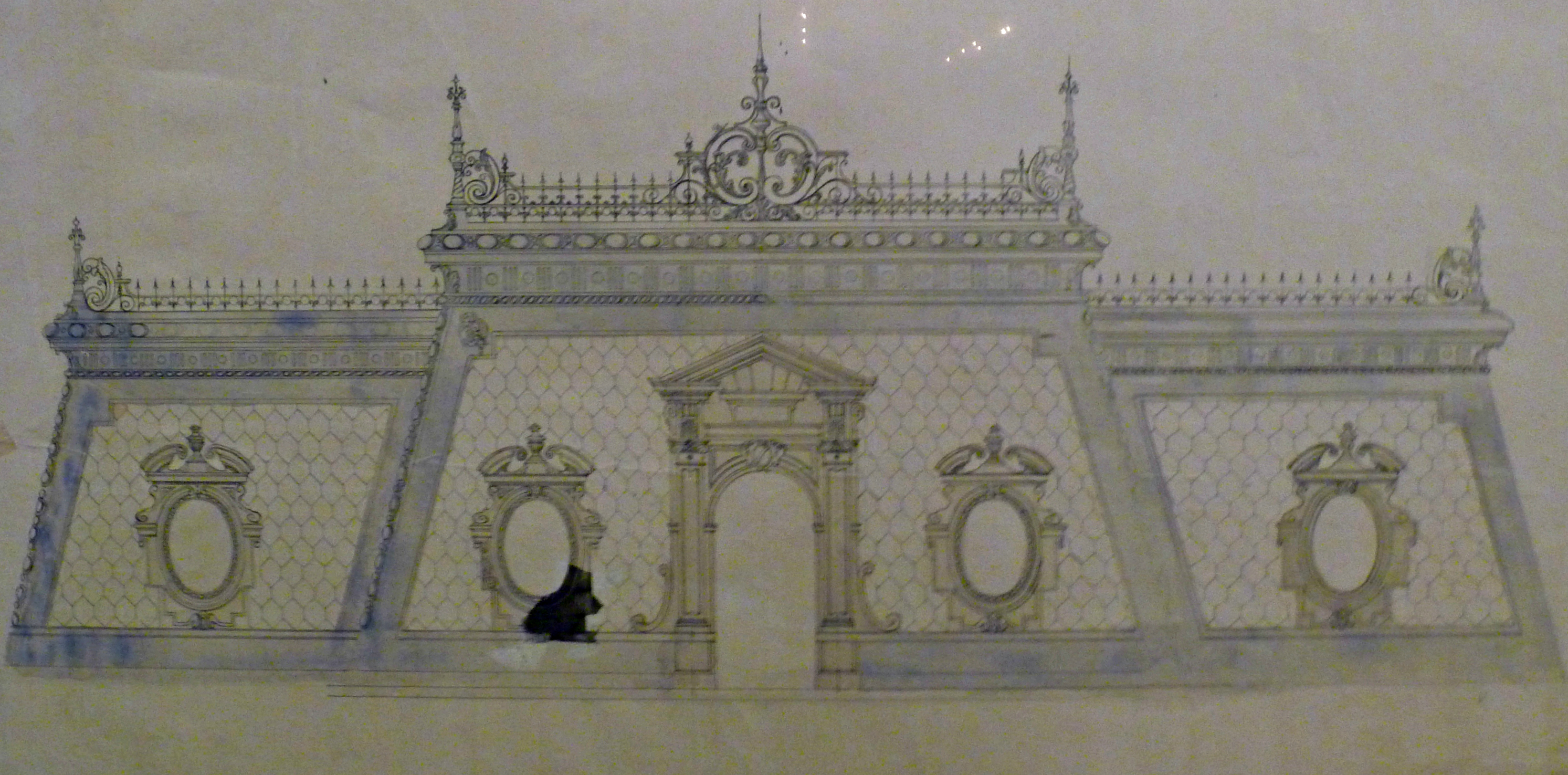
Dibujo del techo del Palacio de Najas (vista principal), parte de la concepción del diseño. Francisco Durini Cáceres (1923).

El Palacio Najas-Delavelle tiene particularidades de estilo francés, cuya característica se basa fundamentalmente en un cielo raso quebrado y continuo de proporciones considerables, con buhardillas, en cuyos costados se destacan exteriormente las ventanas ovaladas que surgen de las buhardillas, utilizadas por lo general, en aquellas construcciones señoriales de finales del siglo XIX en París, por los arquitectos que embellecieron la ciudad Luz. La fachada del palacio tiene dos pisos, rematados por una mansarda pintada de verde, y se accede por un Cour d'honneur con una fuente en el centro. Una considerable extensión del predio se mantiene como jardines y parqueaderos, y en el centro hay un asta monumental en donde ondea la bandera nacional del Ecuador. 

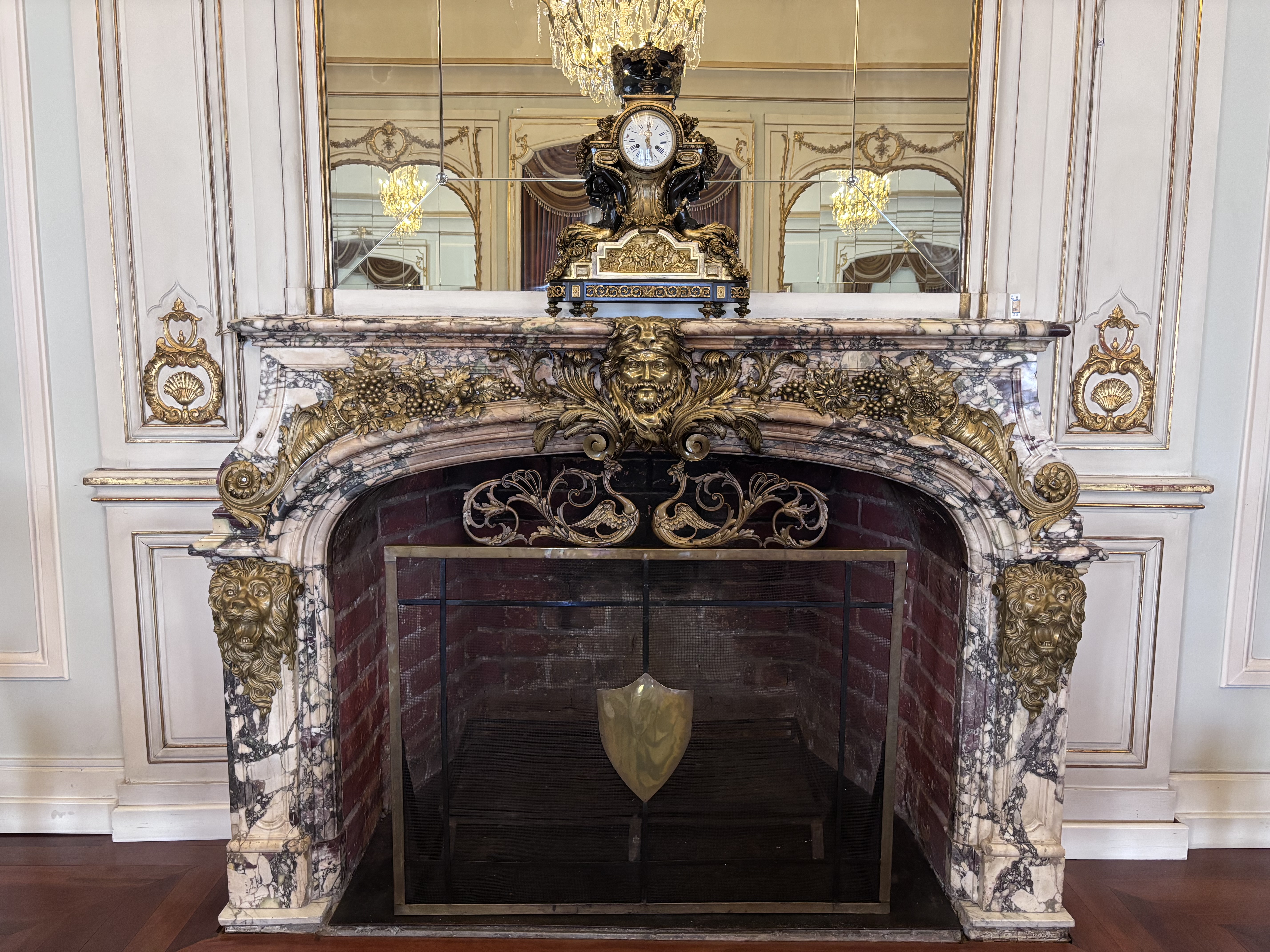
Chimenea del Salón de los Espejos, réplica de la chimenea del Salón de Hércules del Palacio de Versailles.

A fines de los años cincuenta, la mitad del Palacio de Najas fue demolido, en una desafortunada intervención arquitectónica, que, en lugar de preservar el edificio antiguo y construir uno nuevo en el amplio terreno del predio, consistió en adosar un edificio de hormigón armado al palacio original. Únicamente la parte posterior que corresponde a las salas, salones y comedores que guardan las peculiaridades iniciales de la construcción; pues el sector de los aposentos y estancias de la familia, que miraban hacia la actual avenida 10 de agosto, y que presentaba un gran balcón con acceso desde el ático, fue destruido a fines de la década de 1950 para dar lugar a “modernas” instalaciones de oficinas con las que se creía debía contar la Cancillería ecuatoriana, encargada de preparar y organizar la XI Conferencia Internacional Americana de 1959, que finalmente nunca llegó a realizarse. 
Estas instalaciones son un edificio de estilo racionalista internacional, con estructura de hormigón armado y riqueza textural en sus fachadas. Posee cinco plantas y fue adosado a la construcción original por el lado occidental, y allí funcionan actualmente las oficinas del Ministerio; además, en el quinto piso de la torre se encuentra también el Gabinete del Canciller, decorado con algunas antigüedades coloniales.
Afortunadamente, el Palacio de Najas, que actualmente guarda importantes testimonios artísticos en mobiliario, alfombras, porcelanas, biombos, objetos de plata, lámparas de fino cristal, pinturas coloniales y un promedio de veinte retratos en lienzo de los próceres quiteños del 10 de agosto de 1809 de autoría del maestro Rafael Salas, han conseguido mantenerse en pie; y la decisión adoptada en septiembre de 1994 por el Instituto Nacional de Patrimonio Cultural es una salvaguarda para esta edificación, que constituye el alma mater de la actual diplomacia ecuatoriana.

### Salón de los Próceres

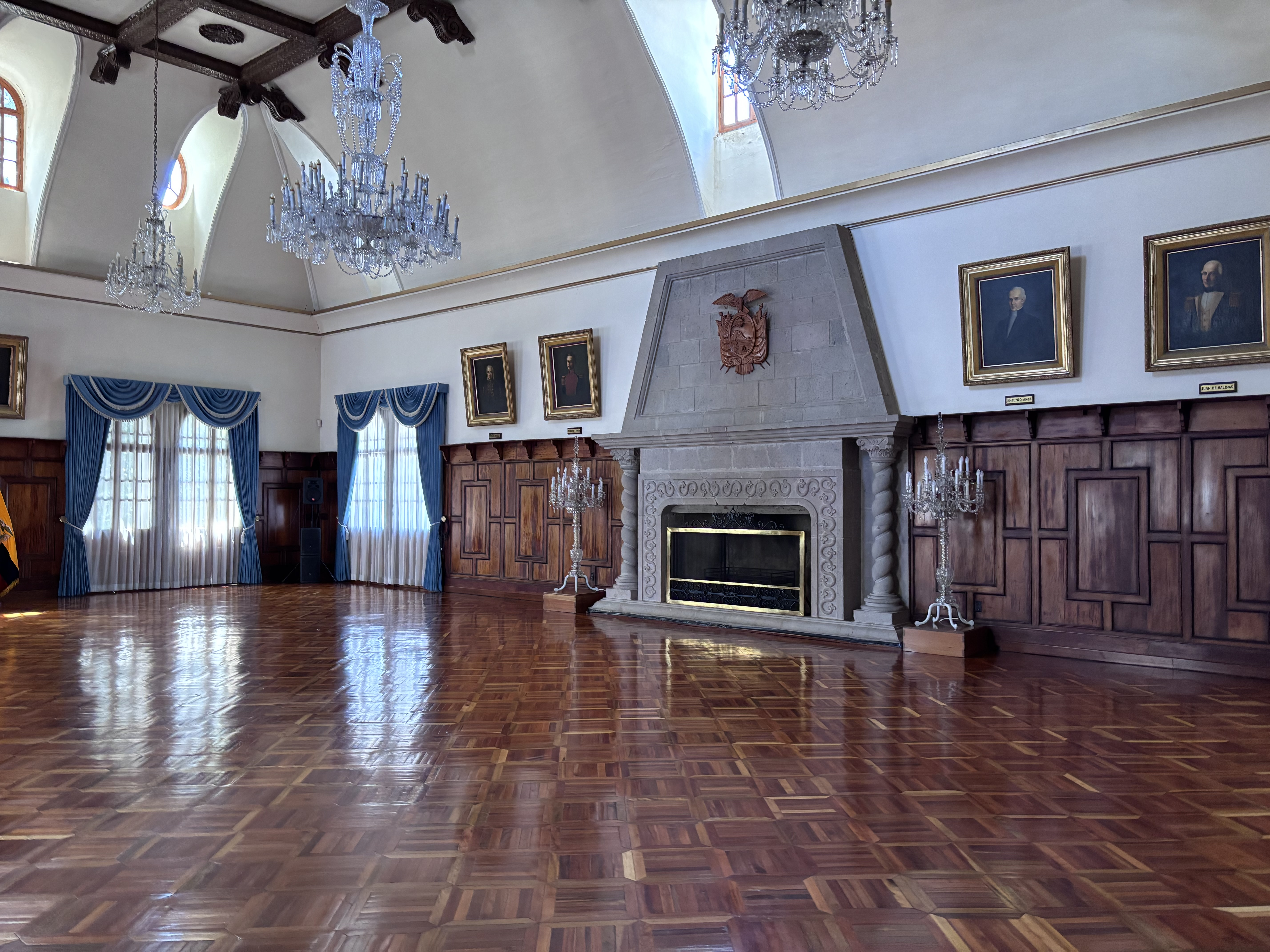
Salón de los Próceres o de Baile.

Se trata del antiguo comedor de la familia Najas. Una gran chimenea de piedra es el principal elemento decorativo de este espacio, y de ella pende un gran escudo del Ecuador en oro viejo. El techo tiene un artesonado y hay varios candelabros de cristal de Baccarat. Zócalos de madera cubren la pared hasta media altura, en el resto de los muros descubiertos se han dispuesto catorce retratos de los principales próceres de la independencia ecuatoriana, a los que debe su nombre el Salón.
Los retratos que decoran el salón son obra del pintor quiteño Manuel Salas Alzamora, comisionados por la Cancillería alrededor de 1920, y representan a Antonio Ante, Carlos de Montúfar, Claudio María Roca, Diego Noboa Arteta, Manuel Rodríguez de Quiroga, Eugenio Espejo, Francisco Javier de Ascázubi, José Joaquín de Olmedo, Juan de Dios Morales, Juan de Larrea, Juan de Salinas y Zenitagoya, Juan Pío de Montúfar, Rafael Jimena y el teniente Guerrero.
Ubicado en el segundo piso del ala sur, este gran espacio es usado para recepciones, bailes, cocteles y conferencias; es por ello que está conectado también con las cocinas del Palacio. Además, es el lugar en el que el Canciller brinda todas sus ruedas de prensa.

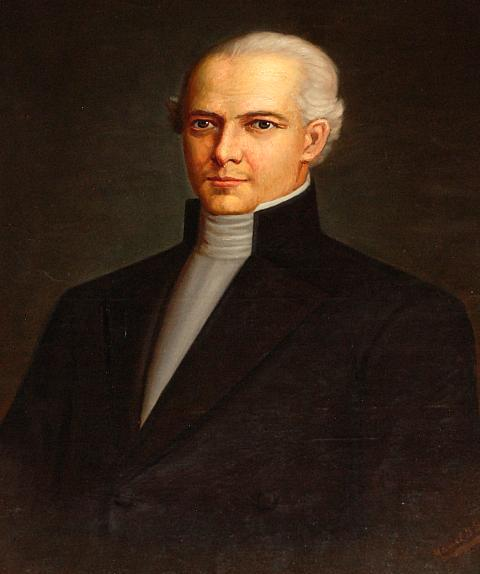
Antonio Ante.
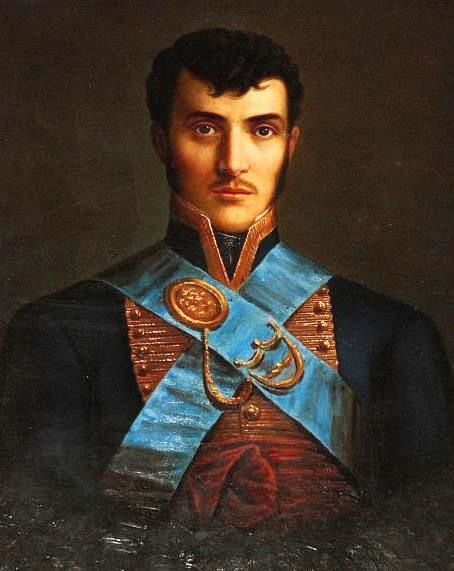
Carlos de Montúfar.
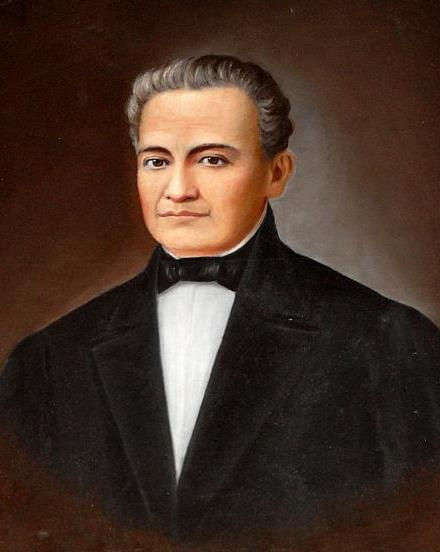
Claudio María Roca.
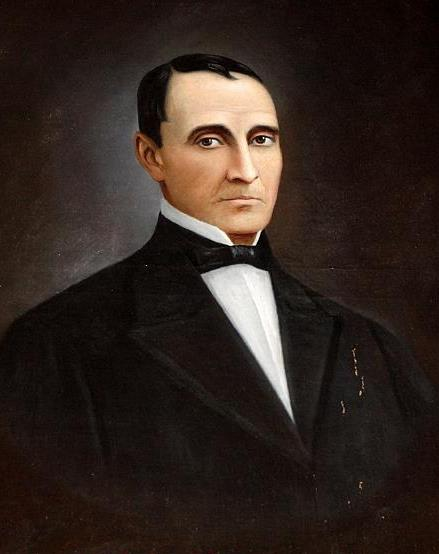
Diego Noboa Arteta.
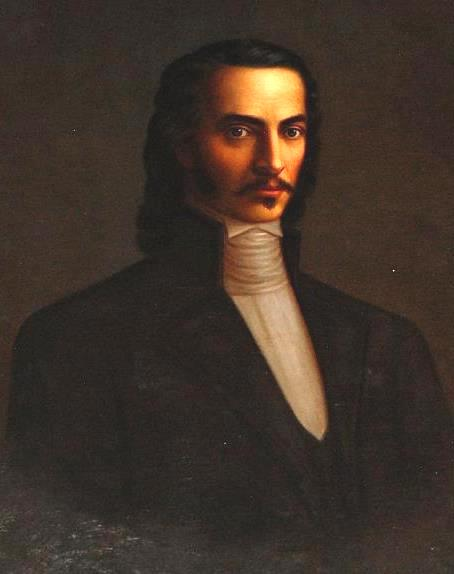
Manuel R. de Quiroga.
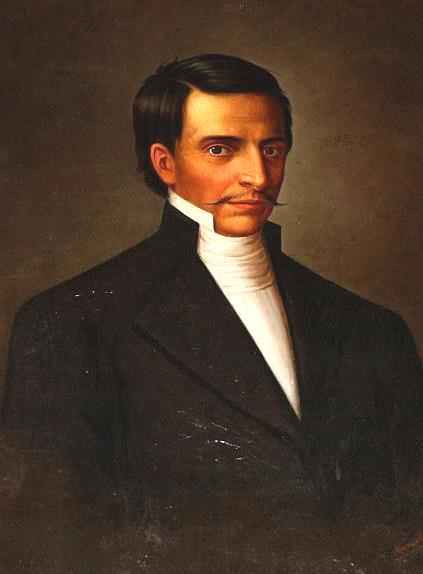
Eugenio Espejo.
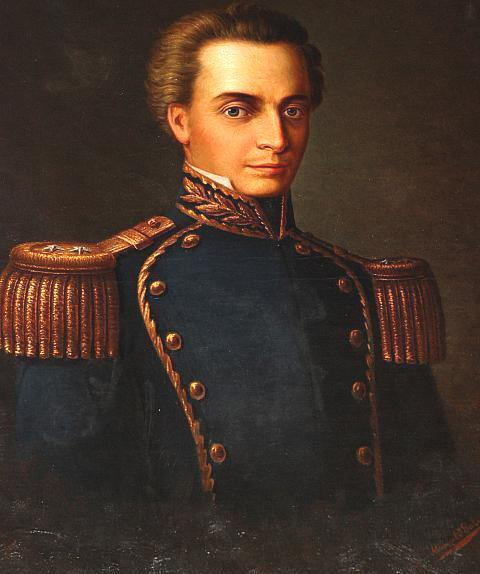
Javier de Ascázubi.
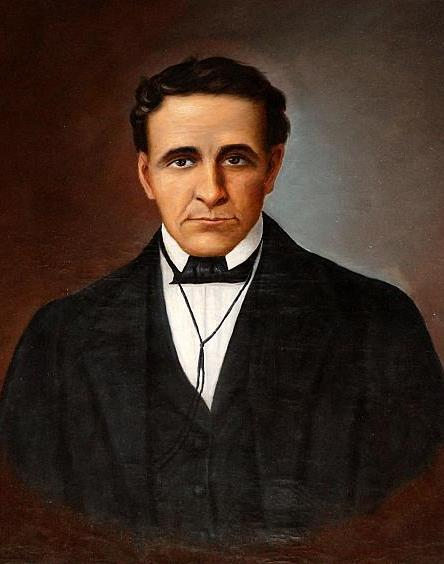
J. Joaquín de Olmedo.
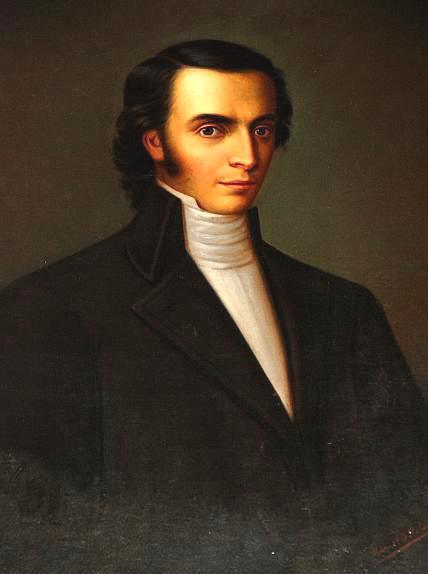
Juan de Dios Morales.
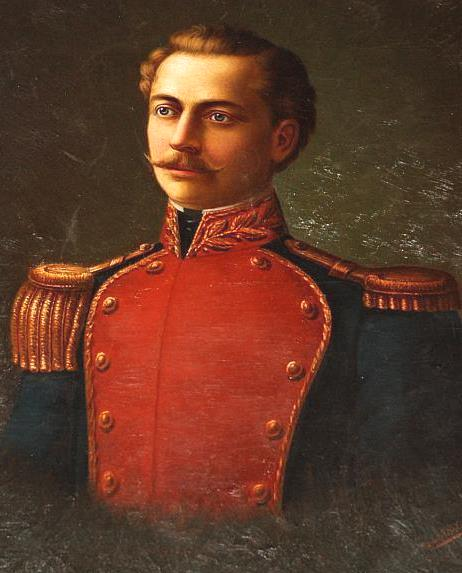
Juan de Larrea.
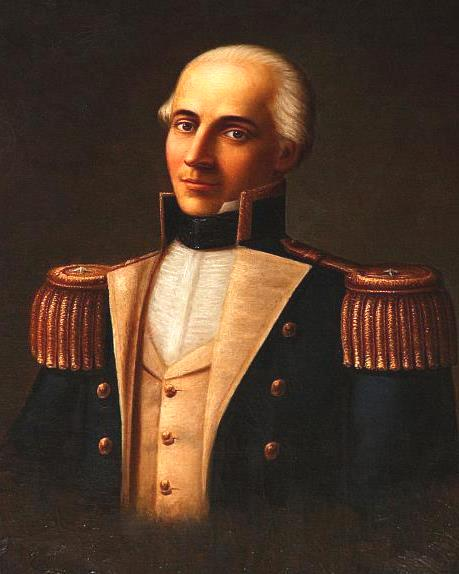
Juan de Salinas.
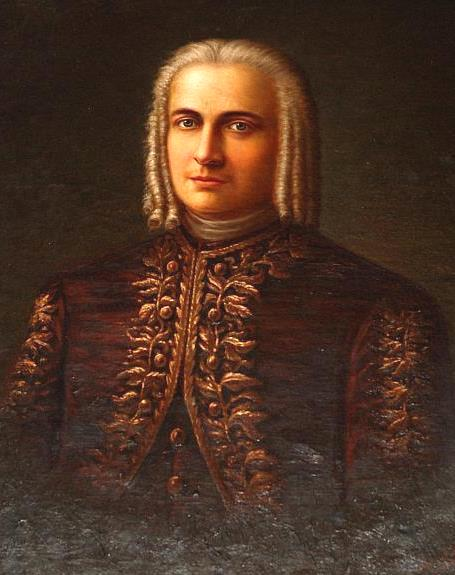
Juan Pío de Montúfar.
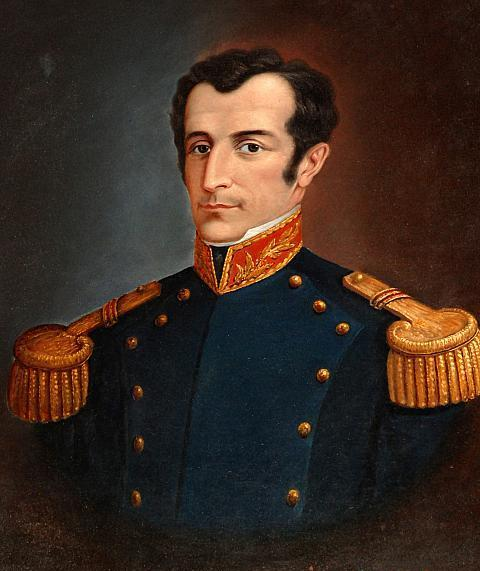
Rafael Jimena
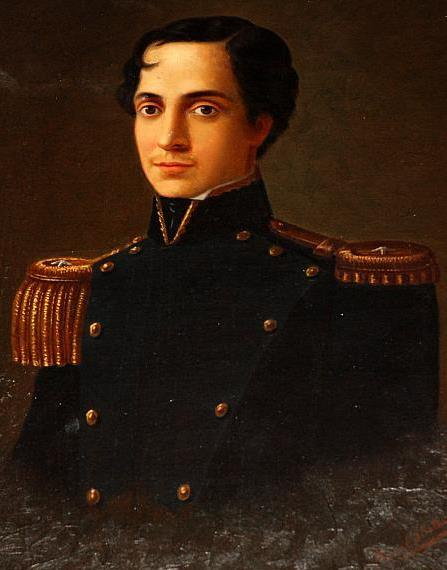
Tnte. Guerrero.

### Salón del Consejo de Embajadores
Esta sala, ubicada en el primer piso del ala sur del Palacio, fue adecuada para el funcionamiento del Consejo de Embajadores. Actualmente es usada para todo tipo de reuniones en general. Sus paredes están decoradas con paneles de madera a media altura y algunas obras de arte europeas que pertenecieron a los Najas.

### Salón de los Espejos

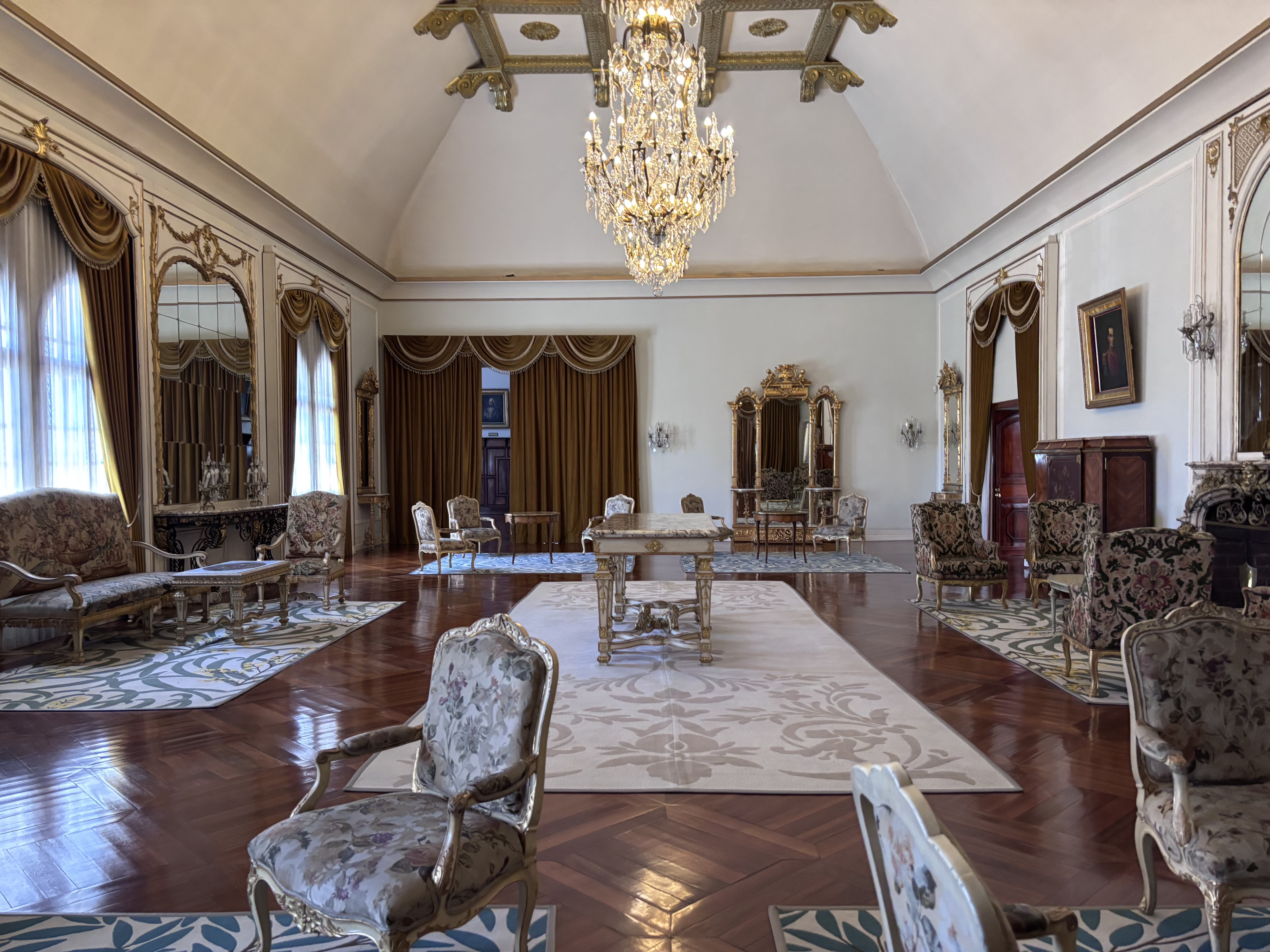
Salón de los Espejos, también llamado Salón Principal.

Ubicado en el ala norte del segundo piso del Palacio, este espacio correspondía al Salón Principal de la familia Najas - Delavelle, razón por la cual es llamado también de esa manera. Está decorado con el mobiliario original de estilo Luis XVI, que incluyen mesas con tope de porcelana italiana, sillas y mesillas de madera tallada y tapizadas con telas francesas, alfombras importadas de persia y algunas piezas de arte que antes pertenecieron al Palacio de Carondelet. Destacan los varios espejos de cristal de roca que penden de las paredes alternando sus grandes dimensiones con pequeñas obras de arte coloniales, que responden a las características de la escuela quiteña, y cuatro retratos de próceres independentistas; los espejos están soportados por marcos de madera cubierta de láminas de oro y presentan consolas de pared con adornos de estilo imperio. Está considerado como la más bella y acogedora de las estancias del Palacio de Najas.

### Salón Eugenio Espejo

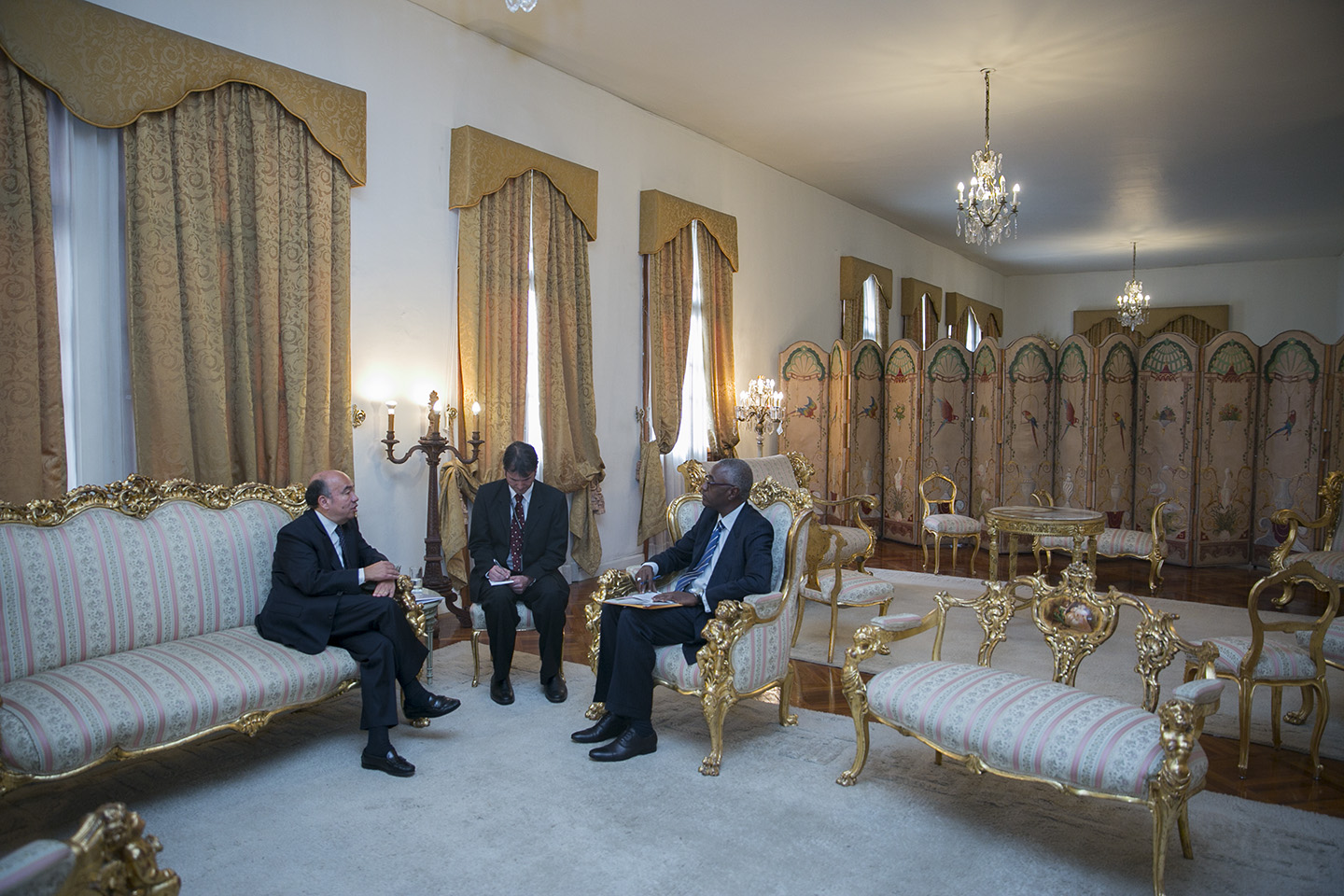
Entrega de cartas credenciales en el Salón Eugenio Espejo (2016).

Ubicado también en el segundo piso del palacio, contiguo al Salón de los Espejos, este espacio fue la biblioteca y sala de música de los Najas - Delavelle. Actualmente se usa para diferentes propósitos protocolares como la entrega de cartas credenciales de los embajadores acreditados ante el Gobierno ecuatoriano. Está decorado con muebles y cortinaje de estilos afrancesados del siglo XIX, así como lámparas de cristal en el techo y biombos de madera y tela.

### Dependencias de servicio y jardines

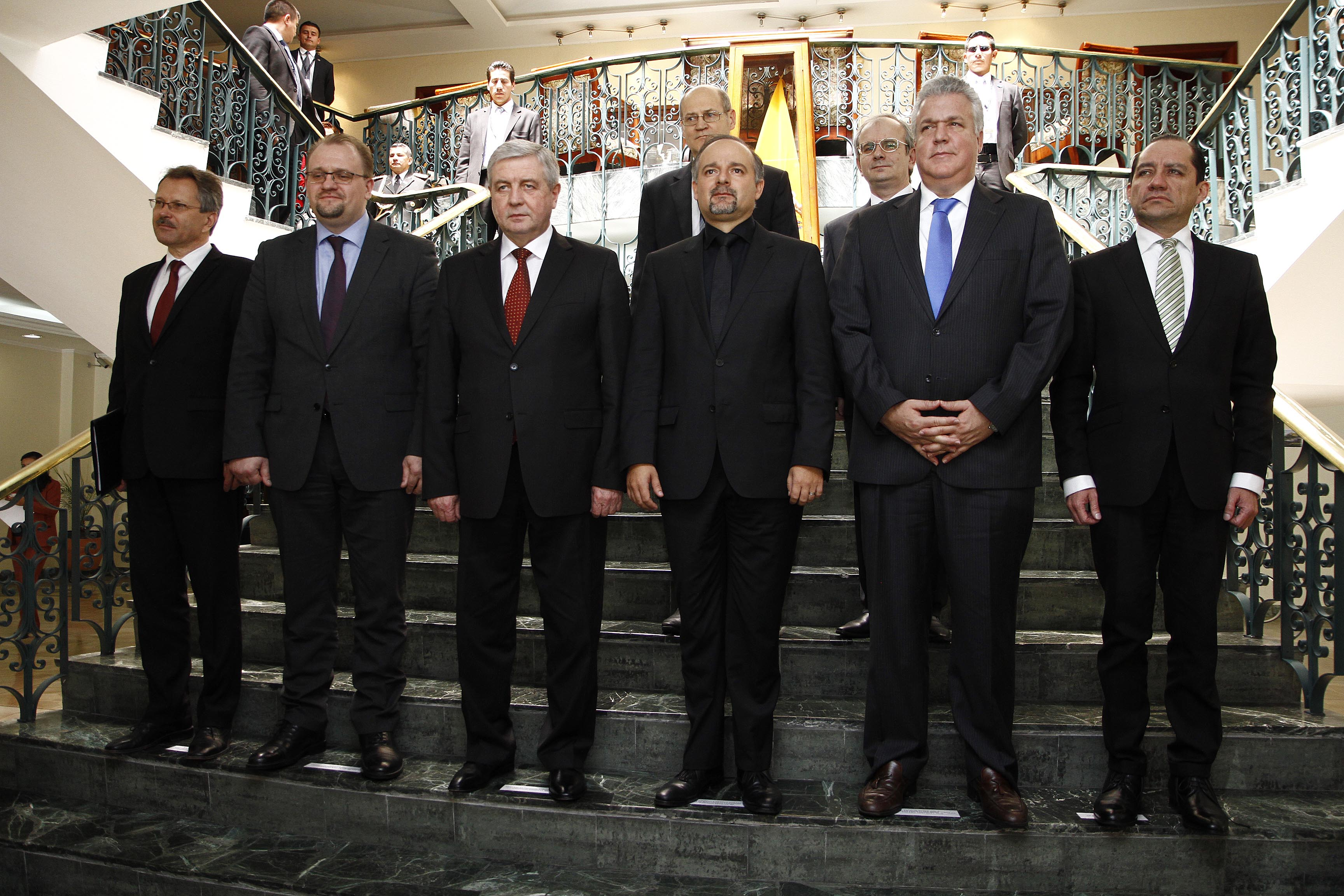
Dignatarios bielorusos en la Escalera de Honor del palacio.

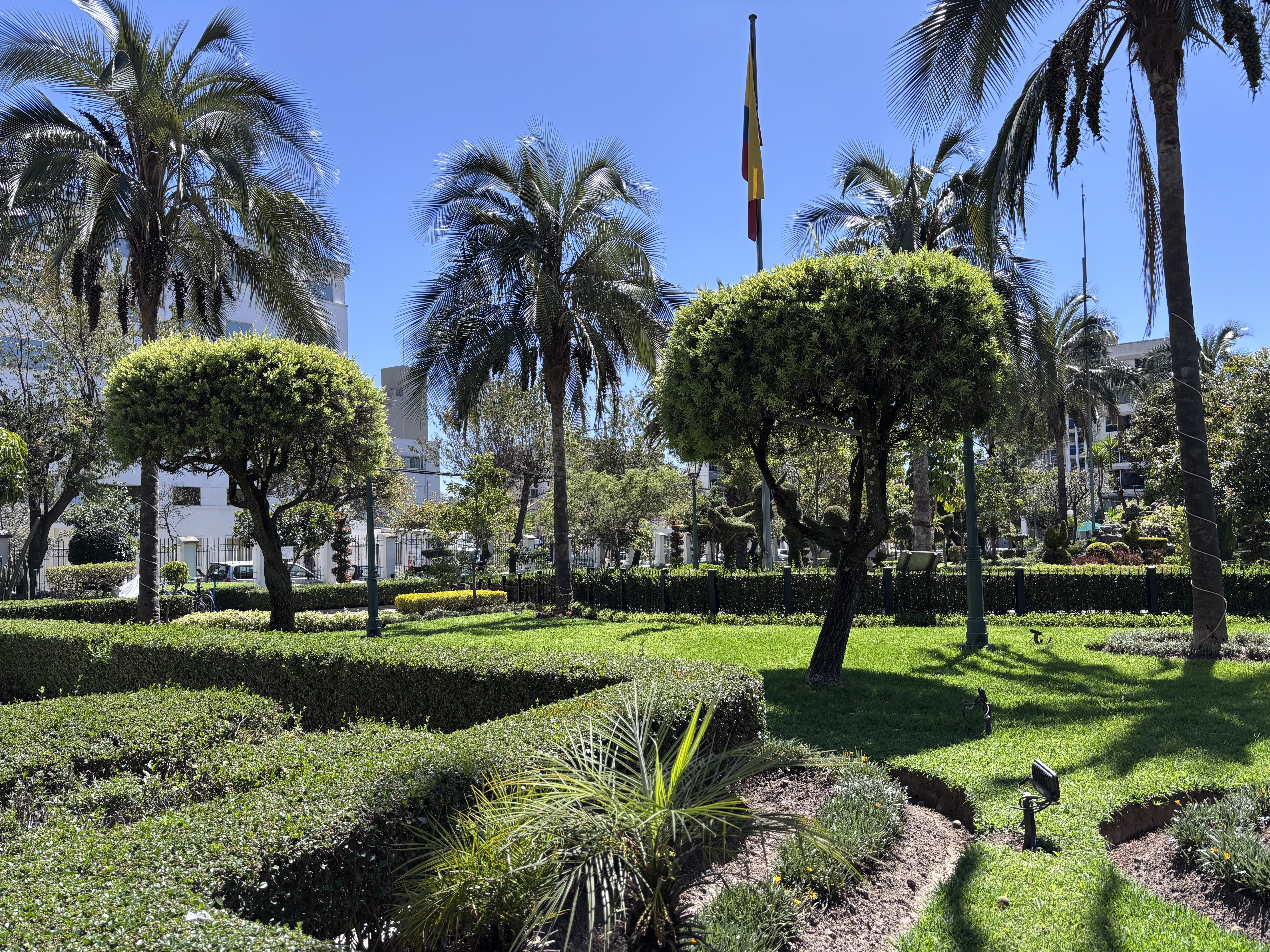
Jardines.

En la planta baja del Palacio existe una amplia sala de recepción y espera con pisos de mármol, las cocinas y varias oficinas de protocolo. Un gran camino de cochera cubierto de gravilla, y que llega hasta la puerta misma del edificio, rodea un espejo de agua al estilo francés en cuyo centro se levanta una pileta tradicional de piedra tallada; todo este conjunto ocupa el patio de honor que se forma con los tres cuerpos del Palacio en forma de herradura.
Los jardines se encuentran frente al Palacio, en dirección al oriente, y se trata de un conjunto que combina los estilos ajardinados ingleses y franceses. Se pueden encontrar varias figuras de bronce adornando varios espacios del parque, que está totalmente cerrado por un alto muro de cemento que sustituye a las rejas de hierro originales de inicios del siglo XX, y que permitían la vista entre las enredaderas, hacia el interior del recinto.

### Patrimonio nacional
Luego de más de medio siglo, el Instituto Nacional de Patrimonio Cultural, en su obligación de precautelar el patrimonio arquitectónico del país, y después de formular un análisis histórico estético del Palacio de Najas, decidió incluir el edificio de la Cancillería dentro del inventario de bienes arquitectónicos y dispuso la colocación de una placa de bronce con el siguiente texto:

“Este inmueble es patrimonio cultural de la nación ecuatoriana, y como tal debe ser preservado.”

Tal declaratoria se dio cumplimiento, en una ceremonia realizada en los salones del propio Palacio, el día 8 de septiembre de 1994, al conmemorarse los 18 años de la declaratoria de Quito como patrimonio cultural de la humanidad.